# Lisa Tønne

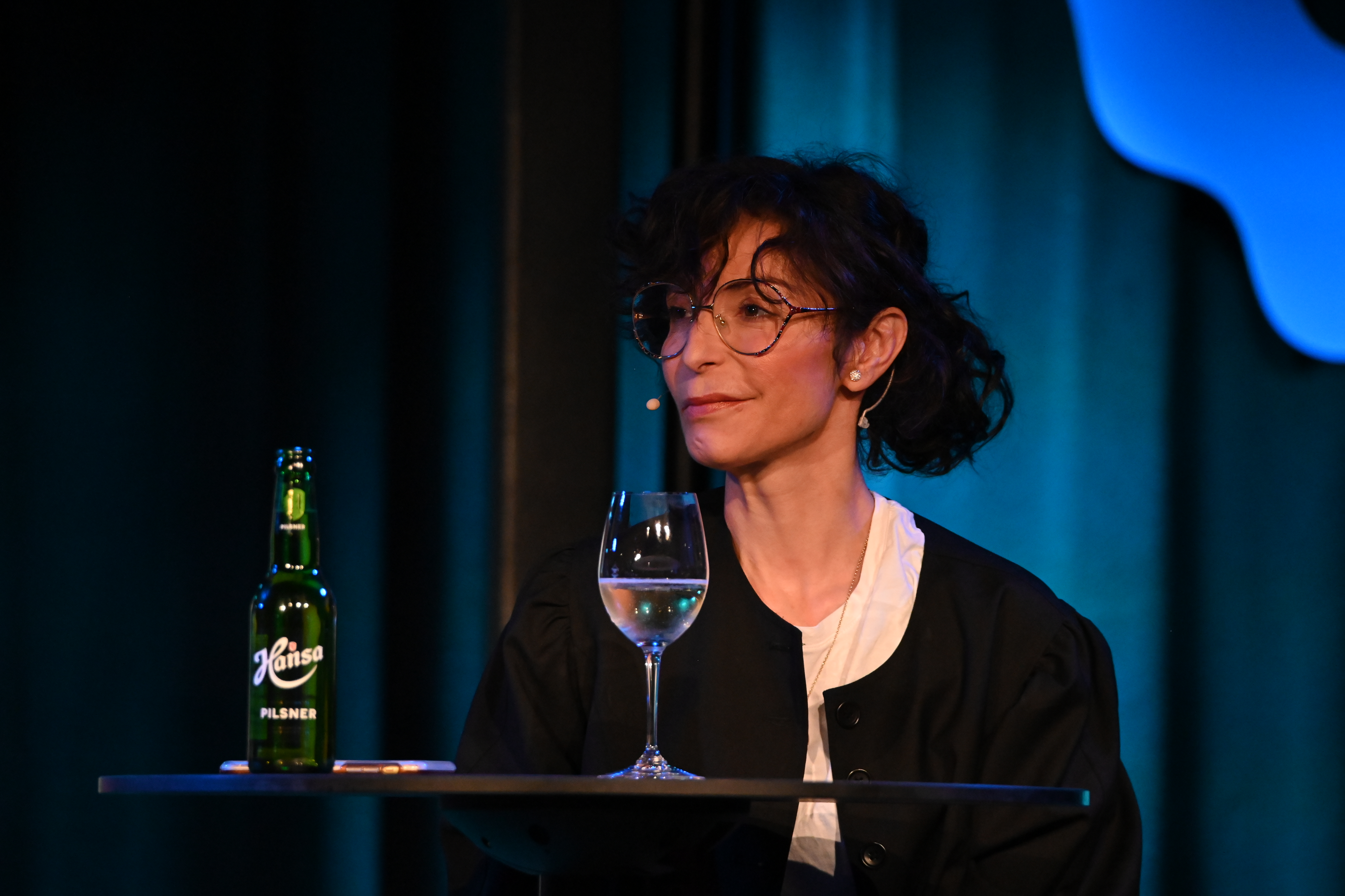
Lisa Tønne, 2022

Lisa Tønne (* 21. Dezember 1977 im Iran als Forozan Sadogi Nazer) ist eine norwegische Komikerin, Moderatorin und Schauspielerin.

## Leben
Tønne kam im Iran zur Welt, wo sie in einem Korb vor einem Kinderheim in Teheran aufgefunden wurde. Als eine der letzten Adoptivkinder aus dem Iran wurde sie in Norwegen von Nicht-Muslimen adoptiert. Sie wuchs schließlich in Trondheim mit dem Namen Lisa Tønne auf. Ab 1999 betätigte sie sich als Autorin von Comedystücken und als Standup-Komikerin. Als solche schuf sie die Figur Ali Reza, einen pakistanischen Jungen, mit dem sie in verschiedenen TV- und Bühnenproduktionen auftrat. Des Weiteren war sie ab 2004 als Schauspielerin in der Serie Seks som oss tätig. Im Jahr 2002 zeichnete man sie beim Comedypreis Komiprisen in der Kategorie „Newcomer des Jahres“ aus. Beim Komiprisen 2005 wurde sie zur besten Künstlerin in Revue und Comedy gekürt.
Gemeinsam mit der Komikerin Sigrid Bonde Tusvik startete sie im Jahr 2012 den Podcast Tusvik & Tønne. Dieser gehörte im Jahr 2019 zu den erfolgreichsten Norwegens. Im Jahr 2015 waren die beiden für eine Staffel mit zehn Folgen Gastgeberinnen der Talkshow Tusvik & Tønne talkshow. Beim Komiprisen erhielt das Duo im Jahr 2015 den Publikumspreis. Im Jahr 2020 wurde sie Moderatorin der Dokumentarserie Håpets marked im norwegischen Rundfunk Norsk rikskringkasting (NRK). In dieser berichtete sie über von Norwegern im Ausland vorgenommene medizinische Behandlungen. Tønne wirkte im Jahr 2022 an der Serie Med Monsen på villspor mit.

## Auszeichnungen
- 2002: Komiprisen (Kategorie „Newcomer des Jahres“)
- 2005: Komiprisen (Kategorie „beste Künstlerin / Revue und Comedy“)
- 2015: Komiprisen (Kategorie „Publikumspreis“ mit Sigrid Bonde Tusvik)

## Filmografie (Auswahl)
- 2004–2007: Seks som oss (Fernsehserie, 30 Folgen)
- 2009: Ali Reza and the Rezas
- 2020: Allerud VGS (Fernsehserie, 4 Folgen)
- 2021: The Innocents
- 2022: Olsenbanden – Siste skrik!
- 2023: Weihnachten in der Schustergasse (Den første julen i Skomakergata)
- 2024: Askepote